# Merrick Garland
Merrick Brian Garland (n. 13 noiembrie 1952, Chicago, Illinois, SUA) este un avocat și jurist american care servește ca judecător federal al Statelor Unite în cadrul Curții de Apel din Districtul Columbia. El a lucrat în acea instanță din 1997. Președintele Joe Biden l-a nominalizat pe Garland pentru funcția de procuror general al Statelor Unite.